# داريل باور
داريل باور هو موسيقي كندي، ولد في 3 يونيو 1968.

## وصلات خارجية
- داريل باور على موقع IMDb (الإنجليزية)
- داريل باور على موقع ميوزك برينز (الإنجليزية)
- داريل باور على موقع ديسكوغز (الإنجليزية)
- داريل باور على موقع قاعدة بيانات الفيلم (الإنجليزية)
- داريل باور على موقع ليتربوكسد (الإنجليزية)